# فلورین تریتل
فلورین تریتل (آلمانی: Florián Trittel؛ زادهٔ ۲۳ مهٔ ۱۹۹۴) قایقران قایق بادبانی آلمانی‌تبار متولد سوئیس اهل اسپانیا است.